# Rabigus
Rabigus är ett släkte av skalbaggar som beskrevs av Étienne Mulsant och Claudius Rey 1876. Rabigus ingår i familjen kortvingar.
Släktet innehåller bara arten Rabigus tenuis.